# Narciso Riet
Narciso Riet (Mülheim an der Ruhr, 30 settembre 1908 – Berlino, 1944) è stato un predicatore italiano con cittadinanza tedesca, appartenente ai Testimoni di Geova.

## Biografia
Nato e cresciuto in Germania da genitori friulani, conservò la nazionalità italiana. Durante la seconda guerra mondiale fu molto attivo come Testimone di Geova, collaborando per organizzare e coordinare l'opera clandestina dei Testimoni di Geova (messa al bando dal nazismo) in vari territori dove i nazisti erano al potere. Viaggiò molto in Italia, Germania, Austria e Cecoslovacchia, portando con sé articoli microfilmati de La Torre di Guardia, periodico biblico della congregazione, che venivano battuti poi a macchina e ciclostilati per la diffusione tra i Testimoni di Geova che operavano in totale clandestinità.
Rifugiatosi in Italia nel 1943 per sfuggire all'arresto, si adoperò con altri Testimoni dalla sua residenza di Cernobbio (Como), per fornire pubblicazioni bibliche ai Testimoni dell'Italia centro-settentrionale. Scoperto e arrestato dalla Gestapo, fu ricondotto in Germania dove fu detenuto in vari luoghi fra cui Dachau e Berlin-Plotzensee. Venne quindi processato ed accusato di essere "coordinatore per l'Italia" del movimento degli studenti biblici (I.B.V. ) meglio conosciuti come Testimoni di Geova nonché con la ridicola accusa secondo la quale con un ingiustificato odio politico le sue attività erano in «violazione delle leggi sulla sicurezza nazionale» per l'opera di propaganda compiuta antimilitarista (in realtà l'opera pacifica di predicazione ed evangelizzazione compiuta dai Testimoni di Geova che condannano decisamente, senza distinzione, ogni guerra, da qualsiasi parte nazionale venga dichiarata o sostenuta).
Riconosciuto colpevole così come si legge nella sentenza della Corte popolare di giustizia, III Senato, ora negli Archivi Federali di Berlino
fu condannato a morte il 23 novembre 1944. Altri Testimoni di Geova internati, riferirono dopo la fine della guerra di averlo incontrato nel carcere berlinese di Plötzensee, da dove passò poi al braccio della morte del carcere di Brandeburgo. Secondo le testimonianze raccolte, alla fine del 1944 o all'inizio del 1945, fu tra i 90 prigionieri trasportati a Gardelegen (distretto di Magdeburgo) per essere fucilato. Da allora in poi si perde ogni traccia storica del Testimone di Geova italiano.

## Riconoscimenti
(George Bernanos)
Per commemorare le "Vittime delle violazioni dei Diritti Umani" è stato istituito, nel parco di Cernobbio (Como) Il "Luogo della Memoria". Fra le tante targhe quella intitolata a Narciso Riet sulla quale si può leggere:
« In memoria di Narciso Riet "Testimone di Geova perseguitato per la sua fede" Nato in Germania da genitori friulani, conservò la cittadinanza italiana. Abbracciò la fede dei Testimoni di Geova, la cui attività era all'epoca proscritta. Nel 1943 si trasferì a Cernobbio a Piazza Santo Stefano. La sua casa divenne per qualche tempo il centro di coordinamento delle attività che gli allora pochi Testimoni italiani svolgevano clandestinamente. Scoperto dalla Gestapo e rinchiuso nel campo di concentramento di Dachau e altrove, nel 1944 fu condannato a morte dalla corte popolare di Berlino. Fu tra le centinaia di Testimoni di Geova giustiziati per non aver sostenuto il regime nazista. (1908 - 1944 o 1945) »